# Клаус Раєвський
Кла́ус Рає́вський (нім. Klaus Rajewsky; нар. 12 листопада 1936, Франкфурт-на-Майні, Німеччина) — німецький імунолог.

## Наукова діяльність
Вивчав медицину у Франкфуртському університеті та Мюнхенському університеті Людвіга-Максиміліана. Після цього проводив дослідження в Інституті Пастера в Парижі. З 1964 по 1970 рік Раєвський був науковим співробітником Інституту генетики Кельнського університету. З 1970 року до досягнення пенсійного віку в 2001 році він був професором молекулярної генетики в Інституті генетики Кельнського університету. Пропрацювавши майже 40 років у Кельні та вийшовши на пенсію в Німеччині, він перейшов до Центру досліджень крові Гарвардської медичної школи в Бостоні. У 2011 році він повернувся до Німеччини, щоб проводити дослідження в Центрі молекулярної медицини імені Макса Дельбрюка (MDC) в Берлін-Буху.
У 1967 році він був одним із засновників Німецького товариства імунології, а з 1995 по 2001 рік очолював європейський дослідницький центр «Монтеротондо» поблизу Рима.
З 1995 року є членом Німецької академії природодослідників «Леопольдина», а з 2003 року — іноземним членом Російської академії наук. З 2022 року є почесним членом Німецького товариства гематології та медичної онкології.

## Основні напрямки досліджень
Як один із найвпливовіших учених у своїй галузі, Клаус Раєвський зробив значний внесок, зокрема, у розробку мутантних ліній хатньої миші як тваринних моделей. У таких мутантах специфічно в окремих типах клітин видаляються гени («нокаут», «умовний нокаут», див. нокаутна миша), або ж гени генетичними методами змінюються таким чином, щоб можна було відстежити, чи «використовуються» вони в клітині, тобто чи функціонально перетворюються на білки («нок-ін»). Раєвський використовує ці моделі для аналізу розвитку B-лімфоцитів. Ще одним важливим напрямком його роботи є дослідження лейкемії, зокрема подальше з'ясування механізмів лімфоми Ходжкіна.

## Родина
Його батько — німецький біофізик та дослідник радіації Борис Раєвський (1893—1974). Був одружений з Крістіане Раєвскі, яка померла у 1993 році. Його син — німецький біоінформатик Ніколаус Раєвський (нар. 1968).

## Нагороди та відзнаки
- 1977: Премія Ейвері-Ландштейнера Німецького товариства імунології
- 1988: Член Academia Europaea
- 1994: Премія Берінга-Кітасато
- 1994: Дослідницька премія Роберта Пфлегера (спільно з Фолькером тер Мойленом)
- 1994: Член Національної академії наук США
- 1996: Премія Роберта Коха (разом із Фріцом Мельхерсом)
- 1996: Дослідницька премія Макса Планка
- 1997: Премія Кербера за європейську науку
- 2001: Член Американської академії мистецтв і наук
- 2001: Премія Німецької допомоги хворим на рак (разом із Мартіном-Лео Гансманном та Ральфом Кюпперсом)
- 2004: Почесний доктор Франкфуртського університету імені Йоганна Вольфганга Гете
- 2005: Премія Шарля Родольфа Брупбахера за дослідження раку (разом із Маріано Барбасідом)
- 2008: Премія Еміля фон Берінга Марбурзького університету Філіппа
- 2008: Премія Ернста Шерінга
- 2009: Медаль Макса Дельбрюка
- 2009: Премія Вільяма Б. Колі
- 2010: Золота медаль Ернста Юнга за медицину
- 2011: Медаль Йоганна-Георга Циммермана
- 2012: Почесний доктор Кельнського університету
- 2013: Почесна медаль Товариства сигнальної трансдукції
- 2017: Почесне членство Німецького товариства імунології
- 2022: Почесне членство Німецького товариства гематології та медичної онкології[4]
- 2022: Медаль Менделя Університету Масарика[4]
- Іноземний член Національної академії наук України[5]